# Bandola
La bandola és un instrument cordòfon, de la família dels llaüts, sense cordal i de corda pinçada; té quatre cordes i caixa bombada i sovint hom l'identifica amb la bandúrria.